# Шмидлин, Рик
Рик Шмидлин (англ. Rick Schmidlin; род. 22 октября 1954) — специалист по сохранению фильмов и исследователь немого кино, а также продюсер и режиссёр, чья деятельность сосредоточена на реставрациях, реконструкциях и документальных фильмах. До 2010 года он работал внештатным преподавателем факультета библиотечных, архивных и информационных исследований Университета Британской Колумбии. В 2018 году Шмидлин занимал пост управляющего и составителя программ в отреставрированном кинотеатре Queen в Брайане, штат Техас.

## Фильмы
Шмидлин провёл детство в Мейвуде, штат Нью-Джерси, где регулярно посещал местный кинотеатр, расположенный недалеко от Хакенсака.
Он выступил продюсером фильмов «The Doors: Концерт в Голливуд-боул» и «The Doors: The Soft Parade — A Retrospective» (1991). В 1986 году Шмидлин работал ассистентом продюсера в фильме Дэвида Кроненберга «Муха». Он также выступил продюсером специального издания фильма о творчестве Элвиса Пресли «Элвис: Всё, как есть».
Шмидлин также осуществил переработку фильма Эриха фон Штрогейма «Алчность», стремясь представить, как могла выглядеть его оригинальная утерянная версия. Он также выступил продюсером отредактированной версии фильма Орсона Уэллса «Печать зла».
Он восстановил знаменитый утерянный фильм ужасов «Лондон после полуночи» режиссёра Тода Браунинга с Лоном Чейни в главной роли, на основе сохранившихся кадров и сценариев. В 2000 году Шмидлин провёл реставрацию «Экспериментального звукового фильма Диксона», который был впоследствии включён в Национальный реестр фильмов. В 2015 году он осуществил реставрацию утерянного фильма «Мрачная игра», премьера которого состоялась 29 марта 2015 года на фестивале классического кино TCM в качестве фильма закрытия.

## Награды
Шмидлин был удостоен специальной награды от Сообщества кинокритиков Нью-Йорка, а также получил благодарности от Национального общества кинокритиков США и Ассоциации кинокритиков Лос-Анджелеса за работу над фильмом «Печать зла». За реконструкцию фильма «Алчность» он, вместе с Роджером Майером и Turner Classic Movies, был отмечен специальной благодарностью от Ассоциации кинокритиков Лос-Анджелеса. В 2001 году Шмидлин был награждён премией «Рондо» от Совета по классическим фильмам ужасов за реконструкцию фильма «Лондон после полуночи».